# Hồ Đắc Trung
Hồ Đắc Trung (chữ Hán: 胡得忠, 1861 – 1941), hiệu Tín Trai (信齋) là một danh thần nhà Nguyễn ở cuối thế kỷ XIX - đầu thế kỷ XX trong lịch sử Việt Nam. Ông là cha của Hồ Đắc Điềm, Hồ Đắc Di, Hồ Thị Chỉ.

## Tiểu sử
Hồ Đắc Trung sinh năm Tân Dậu (1861) năm Tự Đức thứ 14, tại xã An Truyền, tổng Quảng Xuyên, huyện Phú Vinh, phủ Thừa Thiên (nay là xã Phú An, huyện Phú Vang, thành phố Huế).
Cha ông là quan Tri phủ Hồ Đắc Tuấn (胡得俊), mẹ ông là Công Nữ Thị Thức Huấn (公女氏識訓) con gái của Tùng Thiện vương Nguyễn Phúc Miên Thẩm.
Năm 1884 (Kiến Phúc nguyên niên), ông trúng cử nhân tại kỳ thi hương năm Giáp Thân tại trường thi Thừa Thiên.
Năm 1886 (Đồng Khánh nguyên niên), ông được cử làm Nội các hành tẩu.
Năm 1889 (Thành Thái nguyên niên), ông nhậm chức Tri phủ Thiệu Hóa. Năm 1890, bổ nhiệm làm Cơ mật viện viên ngoại lang. Năm 1896, thăng chức làm Án sát sứ tỉnh Thanh Hóa, sau thăng làm Hộ lí võ khố. Năm 1900, chuyển chức làm Án sát sứ tỉnh Hà Tĩnh. Năm 1901, bổ nhiệm làm Bố chánh sứ Hà Tĩnh sau bổ nhiệm làm Thị lang Bộ hộ. Năm 1903, thăng chức làm Tuần phủ Hà Tĩnh. Năm 1907, điều làm Tuần phủ Quảng Nam hàm quyền Tổng đốc Nam Nghĩa.
Tháng 10/1908 (Duy Tân thứ 2), ông nhận chức Tổng đốc Nam Nghĩa. Năm 1911, thăng chức làm Thự hiệp biện Đại học sĩ. Năm 1913, thăng chức làm Thượng thư Bộ học, bổ sung làm Phụ chánh đại thần, kiêm Phó Tổng tài Quốc sử quán, kiêm quản Quốc tử giám. Tháng 1/1914, phong ông là Khánh Mỹ Tử (慶美子), tháng 4/1914, kiêm thêm chức Thượng thư Bộ hộ.
Tháng 2/1917 (Khải Định thứ 2), ông được miễn chức Thượng thư Bộ hộ, nhưng kiêm chức Thượng thư Bộ lễ, bổ sung làm Cơ mật viện Đại thần, kiêm quản Khâm Thiên giám. Tháng 8/1917, con gái ông là Hồ Thị Chỉ được cho vào cung phong Nhất giai ân phi (一階恩妃). Tháng 1/1918, thêm hàm Thái tử Thiếu bảo. Năm 1921, ông giữ chức Thượng thư Bộ lễ, kiêm Thượng thư Bộ công, kiêm Tổng tài Quốc sử quán. Năm 1923, cho miễn chức Thượng thư Bộ công, thay làm quản Khâm Thiên giám, thêm vào Cơ mật viện Đại thần. Tháng 11/1924, ông xin nghỉ hưu, nhưng không được phê chuẩn. Tháng 9/1925, nhận chức Thượng thư Bộ học. Cùng năm, vua Khải Định qua đời, Bảo Đại kế vị, ông được thăng làm Đông Các Đại học sĩ kiêm Thượng thư Bộ lễ, Thượng thư Bộ học, Cơ mật viện Đại thần.
Năm 1929, ông về hưu. Tháng 1/1930, ông được phong làm Khánh Mỹ bá (慶美伯). Năm 1940, tấn phong làm Khánh Mỹ hầu (慶美侯)
Ông mất năm 1941 tại Huế, thọ 81 tuổi. Bảo Đại truy phong ông là Khánh Mỹ quận công (慶美郡公).

## Gia đình
Vợ ông là Châu Thị Ngọc Lương. Hồ Đắc Trung có 9 người con trai và 5 người con gái:
Con trai
- Hồ Đắc Khải, Tổng đốc thời Bảo Đại
- Hồ Đắc Ân, tiến sĩ ngành dược
- Hồ Đắc Di, bác sĩ, hiệu trưởng đầu tiên của Đại học Y khoa Hà Nội
- Hồ Đắc Liên, kỹ sư Khoáng học Địa chất
- Hồ Đắc Điềm, tiến sĩ ngành luật
- Hồ Đắc Thứ chuyên ngành Ngân hàng tại ĐH Bách Khoa Paris
- Hồ Đắc Cần tức Mười Anh
- Hồ Đắc Luyến tức Mười Em (thứ xuất)
- Hồ Đắc Hoài sau cải họ là Huỳnh Văn Xuất (thứ xuất)

Con gái
- Hồ Thị Chỉ, Nhất giai ân phi thời Khải Định
- Hồ Thị Hạnh, xuất gia, pháp tự Diệu Không
- Hồ Thị Phượng (thứ  xuất) vợ ông Ưng Uý
- Hồ Thị Huyên, lấy Thượng thư Bộ Công Nguyễn Phúc Ưng Úy, mẹ của Giáo sư hoá học Nguyễn Phúc Bửu Hội, sau xuất gia lấy tên là Diệu Huệ.
- Hồ Thị Sài còn gọi là bà Phương (thứ xuất) vợ ông Tham Tri Lê Ngô (con cụ Lê Trinh Hiệp tả bộ Lễ, người Bích La, Quảng Trị)